# The Endless River
The Endless River je patnácté studiové album britské rockové skupiny Pink Floyd. Vydáno bylo v listopadu 2014.

## Popis alba a jeho historie
Album The Endless River vychází z materiálu, který vznikl při nahrávání předchozí desky The Division Bell (1994) ve studiích Astoria, upraveném hausbótu kytaristy a zpěváka Davida Gilmoura, Olympic Studios a Britannia Row Studios. Podle bubeníka Nicka Masona uvažovala tehdy skupina zařadit tyto ambientní skladby na další album provizorně označené jako The Big Spliff, nicméně z těchto plánů sešlo. Po smrti klávesisty Richarda Wrighta (2008) se Gilmour s Philem Manzanerou, Martinem Gloverem a Andym Jacksonem začali v roce 2012 probírat celkem asi 20 hodinami nepoužitých nahrávek z těchto jam sessions. Z nich vybrali zajímavá témata, která chtěli složit do navržené koncepce nového alba: čtyř instrumentálních ambientních skladeb o délce 10–12 minut, obdobě vět z klasické hudby. Materiál z The Big Spliff byl Gilmourem, Masonem a dalšími hudebníky a producenty postupně upravován, přepracováván a doplňován, přičemž první nové nahrávky Pink Floyd po 20 letech vznikly v listopadu 2013, kdy byly natočeny nové bubenické party Nicka Masona. Kromě Astorie bylo v následujících měsících využito také Gilmourovo domácí studio Medina. Doprovodné vokalistky byly do studia přizvány v prosinci 2013, nahrávání bylo ukončeno na začátku roku 2014.
O novém albu informovala 5. července 2014 jako první na svém twitterovém účtu textařka a Gilmourova manželka Polly Samson s tím, že album by mělo být vydáno v říjnu toho roku. Oficiální prohlášení, v němž skupina informovala, že se na desce stále pracuje, bylo vydáno o dva dny později. Podrobnosti o albu byly poprvé zveřejněny 22. září 2014 i s datem vydání posunutým na listopad toho roku. Nick Mason označil desku za poctu Ricku Wrightovi, Polly Samson psala o Wrightově „labutí písni“.
The Endless River, které v počtu předobjednávek na Amazonu předčilo dosud vedoucí desku Midnight Memories skupiny One Direction, vyšlo 7. listopadu 2014 (ve Spojeném království 10. listopadu) v podobě CD, dvojLP a boxsetu (CD + DVD nebo BD s bonusovým audiovizuálním obsahem [ukázky původních nahrávek z roku 1993] + sběratelské předměty).
Album je převážně instrumentální o čtyřech částech („Side 1“ až „Side 4“), které jsou rozděleny na jednotlivé pojmenované skladby. Součástí „Side 4“ je také závěrečná a jediná zpívaná píseň „Louder than Words“, jejíž text napsala Polly Samson. Koncept přebalu (muž pádlující na člunu po řece tvořené oblaky) vytvořil egyptský digitální umělec Ahmed Emad Eldin, jehož původní návrh upravilo designové studio Stylorouge. Jádro skladby „Autumn '68“, včetně záznamu Wrightovy hry na varhany, pochází z 26. června 1969, kdy Pink Floyd zkoušeli v londýnské Royal Albert Hall před tamním koncertem. Ve skladbě „Talkin' Hawkin'“ byl využit syntetizovaný hlas Stephena Hawkinga (podobně jako v písni „Keep Talking“ z alba The Division Bell), v písni „Louder than Words“ účinkuje také elektronické smyčcové kvarteto Escala.

## Seznam skladeb
| Side 1 | Side 1             | Side 1          | Side 1 |
| Pořadí | Název              | Autor           | Délka  |
| ------ | ------------------ | --------------- | ------ |
| 1.     | Things Left Unsaid | Gilmour, Wright | 4:26   |
| 2.     | It's What We Do    | Gilmour, Wright | 6:17   |
| 3.     | Ebb and Flow       | Gilmour, Wright | 1:55   |

| Side 2 | Side 2  | Side 2                 | Side 2 |
| Pořadí | Název   | Autor                  | Délka  |
| ------ | ------- | ---------------------- | ------ |
| 4.     | Sum     | Gilmour, Mason, Wright | 4:48   |
| 5.     | Skins   | Gilmour, Mason, Wright | 2:37   |
| 6.     | Unsung  | Wright                 | 1:07   |
| 7.     | Anisina | Gilmour                | 3:16   |

| Side 3 | Side 3                       | Side 3          | Side 3 |
| Pořadí | Název                        | Autor           | Délka  |
| ------ | ---------------------------- | --------------- | ------ |
| 8.     | The Lost Art of Conversation | Wright          | 1:43   |
| 9.     | On Noodle Street             | Gilmour, Wright | 1:42   |
| 10.    | Night Light                  | Gilmour, Wright | 1:42   |
| 11.    | Allons-y (1)                 | Gilmour         | 1:57   |
| 12.    | Autumn '68                   | Wright          | 1:35   |
| 13.    | Allons-y (2)                 | Gilmour         | 1:32   |
| 14.    | Talkin' Hawkin'              | Gilmour, Wright | 3:29   |

| Side 4         | Side 4                                 | Side 4         | Side 4 |
| Pořadí         | Název                                  | Autor          | Délka  |
| -------------- | -------------------------------------- | -------------- | ------ |
| 15.            | Calling                                | Gilmour, Moore | 3:37   |
| 16.            | Eyes to Pearls                         | Gilmour        | 1:51   |
| 17.            | Surfacing                              | Gilmour        | 2:46   |
| 18.            | Louder than Words (text: Polly Samson) | Gilmour        | 6:36   |
| Celková délka: | Celková délka:                         | Celková délka: | 52:56  |

| bonusový disk z deluxe edice | bonusový disk z deluxe edice | bonusový disk z deluxe edice | bonusový disk z deluxe edice |
| Pořadí                       | Název                        | Autor                        | Délka                        |
| ---------------------------- | ---------------------------- | ---------------------------- | ---------------------------- |
| 1.                           | Anisina (video)              | Gilmour                      | 2:27                         |
| 2.                           | Untitled (video)             | Wright                       | 1:20                         |
| 3.                           | Evrika (a) (video)           | Wright                       | 5:56                         |
| 4.                           | Nervana (video)              | Gilmour                      | 5:30                         |
| 5.                           | Allons-y (video)             | Gilmour                      | 5:58                         |
| 6.                           | Evrika (b) (video)           | Wright                       | 5:32                         |
| 7.                           | TBS9                         | Gilmour, Wright              | 2:27                         |
| 8.                           | TBS14                        | Gilmour, Wright              | 4:11                         |
| 9.                           | Nervana                      | Gilmour                      | 5:30                         |

## Obsazení
Pink Floyd
- David Gilmour – kytara, baskytara, klavír, klávesy, syntezátory, Hammondovy varhany, perkuse, efekty, doprovodné vokály, zpěv (ve skladbě „Louder than Words“)
- Richard Wright – klávesy, klavír, Hammondovy varhany, varhany, syntezátory, elektrické piano
- Nick Mason – bicí, perkuse, gong

Ostatní hudebníci
- Bob Ezrin – baskytara (ve skladbách „Allons-y (1)“, „Allons-y (2)“, „Louder than Words“ a „Untitled“), klávesy (ve skladbě „Things Left Unsaid“)
- Guy Pratt – baskytara (ve skladbách „On Noodle Street“, „Talkin' Hawkin'“, „Nervana“, „Allons-y“, „Evrika (b)“, „TBS9“ a „TBS14“)
- Andy Jackson – baskytara (ve skladbách „Skins“ a „Eyes to Pearls“), efekty (ve skladbě „Calling“)
- Anthony Moore – klávesy (ve skladbě „Calling“)
- Jon Carin – syntezátory (ve skladbách „On Noodle Street“, „Allons-y (1)“ a „Allons-y (2)“), klávesy (ve skladbách „Nervana“, „Allons-y“ a „Evrika (b)“), perkuse (ve skladbách „Allons-y (1)“ a „Allons-y (2)“)
- Damon Iddins – klávesy (ve skladbách „Sum“ a „Autumn '68“)
- Youth – efekty (ve skladbě „Skins“)
- Gilad Atzmon – tenorsaxofon (ve skladbě „Anisina“), klarinet (ve skladbě „Anisina“)
- Gary Wallis – perkuse (ve skladbách „Nervana“, „Allons-y“ a „Evrika (b)“)
- Durga McBroom – doprovodné vokály (ve skladbách „Talkin' Hawkin'“, „Surfacing“ a „Louder than Words“)
- Louise Marshall – doprovodné vokály (ve skladbě „Louder than Words“)
- Sarah Brown – doprovodné vokály (ve skladbě „Louder than Words“)
- Stephen Hawking – hlas (ve skladbě „Talkin' Hawkin'“)
- Escala (ve skladbě „Louder than Words“)
  - Helen Nash – violoncello
  - Honor Watson – housle
  - Victoria Lyon – housle
  - Chantal Leverton – viola